# Paseo marítimo de las Avenidas
El paseo marítimo de las Avenidas es un paseo urbano de la ciudad española de Vigo.

## Historia
El 12 de agosto de 2018 tuvo lugar el accidente del Marisquiño, un derrumbe de la estructura de madera en la parte norte del paseo durante la celebración de un concierto dentro del festival O Marisquiño. Tras tres años cerrado y después de un proceso de investigación, en abril de 2022 se produjo la reapertura al público, con una pasarela renovada y un carril bici.